# 卡尔·马克思的特里尔家宅

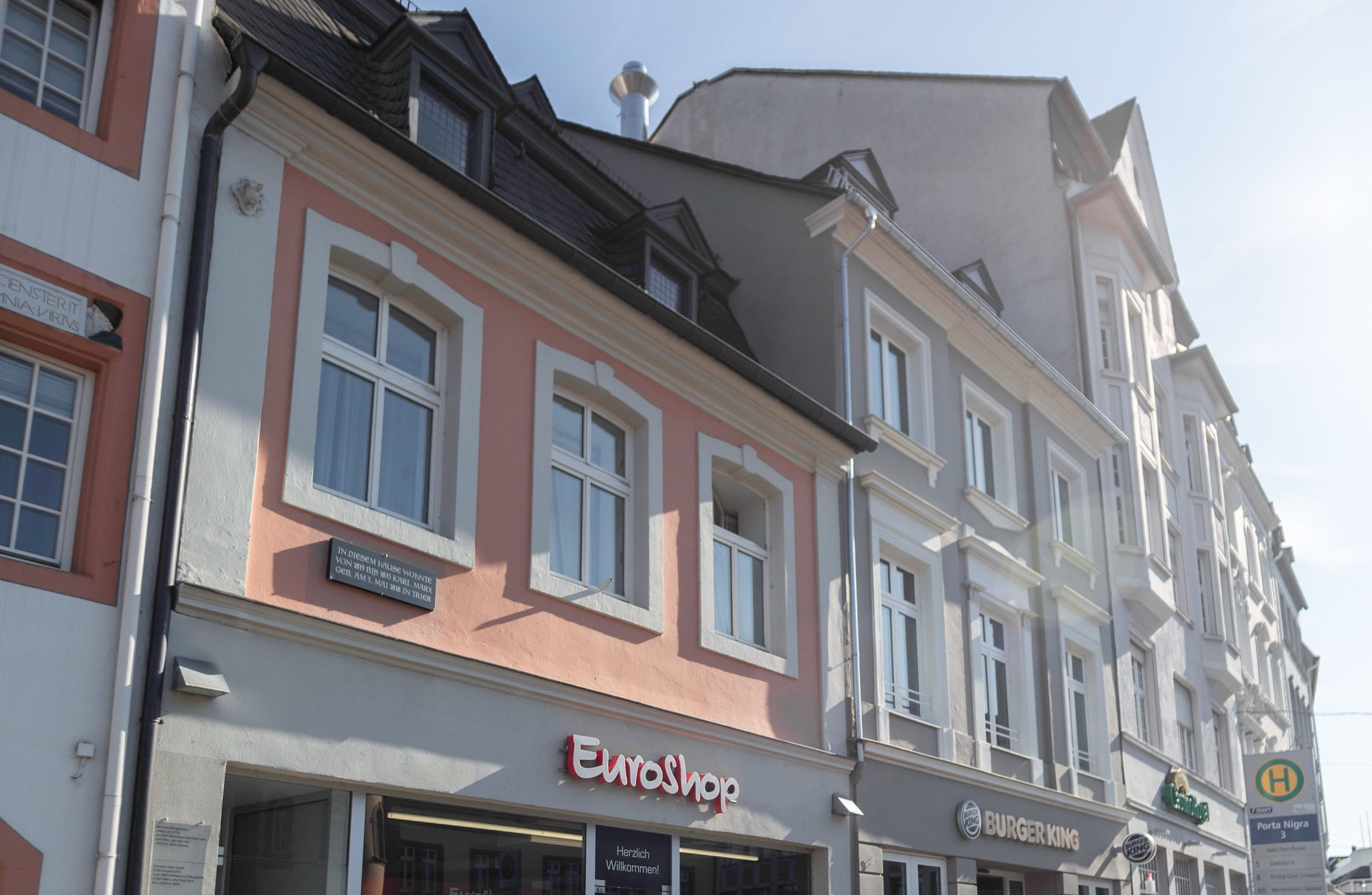
卡尔·马克思的特里尔家宅

卡尔·马克思的特里尔家宅位于西缅小径1040号（德語：Simeongasse 1040），今西缅大街8号（德語：Simeonstraße 8），是卡尔·马克思青年时期在特里尔的主要居住地。如今，房屋上仍挂有一块纪念牌，来纪念这位著名的居民。

## 历史
这座位于特里尔西缅大街上的小房子是马克思度过童年和青年时期的地方，这也使得这座房子成为一份文化遗产。从二岁起直到 十七岁高中毕业，马克思始终居住于此，他也在这里的房间中酝酿出了早期的具有社会批判性的革命思想。在成为当时世界上有巨大影响力的社会理论家后，马克思也常常回到此故居，并在此留宿。
早在1819年，马克思的父亲亨利希买下这所房子时，他就热衷于近距离感受这座城市的独特活力。这份活力至今仍未改变，历史悠久的老城区得以保留，对特里尔市的城市面貌产生长久的影响。卡尔·马克思父母的居所紧邻当地著名的罗马式城门——尼格拉城门，并且位于通往主要市场的城市长廊（德：Flaniermeile）的起点。文献表明，这座位于马克思家宅外，他每天上下中学的必经之路的小路，至今没有改变。

马克思直到12周岁为止，一直在家中接受辅导。在这里，马克思初次接触到了哲学和意识形态学的思想，并在此后对它们进行了进一步的发展。可以说，这座家宅为《资本论》的诞生奠定了基础。

在马克思后来的人生阶段中，他也常常回到他的故乡。在1841年和1842年之间，这座房子再次成为马克思的重要居住地，此时的他，已经成年且完成了高等教育。获得哲学博士学位之后，他于1841年从柏林回到特里尔的家宅，数月间每天去看望未婚妻珍妮·冯·威斯特伐伦，同时也继续学术研究。因而这栋房产也吸收了马克思作为青年黑格尔派时期的对立思想。在此家宅中，马克思将他的思想成功转换成文字，并且迈出了作为革命思想领袖，与当时政治环境斗争的第一步。
1842年，马克思已成为位于波恩的反对派莱茵报的重要成员。在此期间，他也曾多次返回其家宅，以处理家庭内部事务。在此逗留期间，马克思撰写批判性文章，并逐渐初步形成了他的理论。
与马克思的个人生活紧密交织，使得这座房屋充满革命性和历史性。

## 家宅位置
马克思的特里尔家宅位于历史悠久的特里尔老城西缅大街八号，坐落在特里尔最著名的城市长廊的起点。老宅建筑风格和谐经典， 外观优雅。家宅的附近，有各类商店，咖啡馆和餐馆，以及特里尔的地标性建筑尼格拉城门。
卡尔·马克思铜像与家宅也仅有数米之遥。雕像由著名雕塑家吴为山制作，是中华人民共和国于马克思诞辰200周年时，赠与特里尔市的礼物。